# ليو ماغيري
ليو ماغيري (بالإنجليزية: Leo Maguire)‏ هو مغني وكاتب أغاني أيرلندي، ولد في 1903، وتوفي في 17 ديسمبر 1985.

## وصلات خارجية
- ليو ماغيري على موقع ميوزك برينز (الإنجليزية)
- ليو ماغيري على موقع ديسكوغز (الإنجليزية)